# Primera División de Costa Rica 1939
Die Saison 1939 war die 19. Spielzeit der Primera División de Costa Rica, der höchsten costa-ricanischen Fußballliga. Es nahmen sechs Mannschaften teil. Alajuela gewann zum zweiten Mal in der Vereinsgeschichte die Meisterschaft.

## Austragungsmodus
- Die sechs teilnehmenden Mannschaften spielten in einer Einfachrunde (Hin- und Rückspiel) im Modus Jeder gegen Jeden den Meister aus.
- Der Letztplatzierte sollte ein Relegationsspiel gegen den Meister der Zweiten Liga bestreiten, wozu es aber nicht kam (s. w. u.).

## Endstand

### Hauptrunde
| Pl.             | Verein         | Sp. | S | U | N | Tore  | Diff. | Punkte |
| --------------- | -------------- | --- | - | - | - | ----- | ----- | ------ |
| 01              | LD Alajuelense | 10  | 8 | 1 | 1 | 49:19 | 30    | 17     |
| 02              | CS Herediano   | 10  | 6 | 2 | 2 | 34:25 | 9     | 14     |
| 03              | Orión FC (M)   | 10  | 3 | 3 | 4 | 25:34 | −9    | 9      |
| 04              | CS La Libertad | 10  | 2 | 3 | 5 | 23:35 | −12   | 7      |
| 05              | SG Española    | 10  | 3 | 1 | 6 | 23:33 | −10   | 7      |
| 06              | CS Cartaginés  | 10  | 1 | 4 | 5 | 26:44 | −18   | 6      |
| Stand: Endstand |                |     |   |   |   |       |       |        |

### Relegation
| Letzter 1°División | Ergebnis | Meister 2°División |
| ------------------ | -------- | ------------------ |
| CS Cartaginés      | *        | CS La Libertad II  |

| * | Da die erste Mannschaft von La Libertad bereits in der ersten Liga spielte, wurde kein Relegationsspiel ausgetragen. |